# Neritos flavoroseus
Neritos flavoroseus là một loài bướm đêm thuộc phân họ Arctiinae, họ Erebidae.